# Alastair Ivan Ladislaus Lucidus Evans
Visconte Alastair Ivan Ladislaus Lucidus Evans (2 febbraio 1880 – Parigi, 26 maggio 1904) è stato uno schermidore statunitense.
Partecipò ai Giochi della II Olimpiade di Parigi nella gara di spada individuale, dove fu eliminato al primo turno.
Nonostante fosse considerato per molto tempo francese, era in realtà statunitense. Ottenne il titolo di visconte da suo padre, il dentista americano John Henry Evans, che da anni viveva in Francia. Suo padre ricevette il titolo di marchese d'Oyley da papa Leone XIII, per il quale lavorava.
Morì il 26 maggio 1904, suicidandosi con un colpo di pistola.